# 西本智实
西本智实（日语：／ Nishimoto Tomomi，1970年4月22日—），日本指挥家。

## 生平
西本智实于1970年4月22日出生于日本大阪。她在三岁时向她母亲学习钢琴的经历、以及她母亲对她音乐方面的影响，是使得她日后成为一名指挥家的兴趣源泉。1994年，在大阪音乐大学取得作曲的音乐学士学位后，她进入圣彼得堡音乐学院继续学习。
尽管在大阪音乐大学学习期间作为副指挥已有过指挥歌剧的经历，她正式的指挥家生涯始于1998年指挥京都市交响乐团。由此她指挥了不少日本知名交响乐团，亦收获不少奖项，如：出光音乐奖（1998年）、圣斯坦尼斯拉夫勋章（1999年）和咲くやこの花賞（1999年）。
她在俄罗斯的职业生涯始于1999年指挥圣彼得堡爱乐交响乐团。2002年，她被任命为莫斯科大剧院交响乐团“千年”的首席指挥。此外，她在2004至2006年间担任圣彼得堡穆索尔斯基国家学术歌剧院和芭蕾舞剧院的首席客座指挥，同时也在2004至2007年间担任柴可夫斯基基金会旗下俄罗斯交响乐团的首席指挥和艺术总监。2005年，她指挥了柴可夫斯基未完成的交响曲“生活”的首场公开演出。
2007 年她在奥地利布鲁克纳豪斯指挥了林兹布鲁克纳管弦乐团，西本智实也成为活跃于欧洲的指挥家了。其后，她指挥过许多欧洲乐团，比如蒙特卡罗爱乐乐团、皇家爱乐乐团、布达佩斯爱乐乐团、罗马尼亚国家爱乐乐团 （乔治 · 埃内斯库）、 立陶宛室内乐团和拉脱维亚国家交响乐团。出与乐团合作演出的活动之外，西本智实亦作为歌剧指挥与布拉格国家歌剧院和匈牙利国家歌剧院合作。
西本智实于2010至2011年担任俄罗斯国家交响乐团首席客座指挥。

## 获奖与荣誉
- 选为《新闻周刊》日本 100 最受尊敬日本人之一[6]
- 当选2007年青年全球领导人，世界经济论坛[7]
- 荣获2009 Best Dresser Awards[8]